# Манакова кућа у Београду
Манакова кућа се налази у предграђу некадашње Савамале, на углу улица Краљевића Марка и Гаврила Принципа. У њој се налазе богате збирке народних ношњи, са Космета и из Јужне Србије, затим обичаја и слично, све укупно око 2600 предмета.
Проглашена је за споменик културе Решењем Завода за заштиту споменика културе града Београда бр. 277/2 од 9. 5. 1963. За културно добро од великог значаја проглашена је Одлуком објављеном у Службеном гласнику СРС, бр. 14/79.

## Историја
Савамала је почетком деветнаестог века, поред Палилуле, била једино предграђе насељено углавном Србима. Почињала је од садашње Улице Краљевића Марка и захватала је крај око Зеленог венца, Босанске (Гаврила Принципа) и Абаџијске улице (Народног фронта). Када је кнез Милош Обреновић у првој половини деветнаестог века од турског паше добио на поклон Савско приобаље, оно је имало изглед сеоског насеља са сиротињским приземљушама, трошним рибарским колибама и понеком циганском чергом. У жељи да од Београда направи модеран град, Милош је започео радове на регулацији и трансформацији овог подручја.
Тодор Стефановић Виловски пишући о првом покушају регулисања српске вароши у Београду 1834–1836. године наводи:
| „ | Посао око регулисања нове вароши и око грађења државних здања није текао брзо. Њиме је испуњен цео размак времена од 1834. до 1838, па чак и до 1842. године. Изгледа да се кнез Милош није могао одлучити да из Беча доведе архитекте као што му је Фелбер предлагао. Остао је, дакле да овај посао раде домаће снаге тј. зидари из старе Србије, међу којима је било вештих и искусних мајстора, но којима је недостајало више знања о инжињерији и архитектури. Регулисање нове вароши, није разуме се извршено онако како су то замишљали кнез и његови саветници. Приватна лица куповала су плацеве и зидала куће где и како су хтела. Нове улице имале су за свој постанак да захвале природи терена на коме су грађене или здравом инстинкту кућних зграда, а никаквом срачуњеном плану... Тако је ето постала Савамала, крај дотле ненасељен и пуст, а сада средиште српског националног политичког и економског живота у Београду, коме је судбина наменила задатак да буде језгро новој српској вароши и да својим сталним напредовањем и развијањем онемогући Турцима даљи опстанак у Београду. | ” |
| — Тодор Стефановић Виловски, , Постанак Савамале (Први покушај регулисања српске вароши у Београду 1834–1836, архивска студија), Нова искра, књ. X, стр. 76–79, Београд, 1911. | |   |

Манакова кућа сведочи о стању пре регулисања и настанка нове, српске Савамале. Њу су, по наредби кнеза, „инџилири“ морали да чувају док су рушили Савамалу и просецали нове улице. Не зна се тачно време њене изградње. Претпоставља се да је подигнута у време када су подизани Конак кнегиње Љубице и Кафана „?“.
Постоји више легенди које се везују за ову кућу. По неким предањима, у њој је био смештен татар (пошта) кнеза Милоша Обреновића. У време Милоша Обреновића нису постојале уређене поште, нити поштанске линије са одређеним правцем и временом одласка и доласка пошиљки. Пренос поште вршиле су, према потреби, писмоноше на коњима који су се звали татари. Носећи пошту, татари су се током пута кратко задржавали у поштанским станицама, где су мењали коње, одмарали се и јели. По њима су се називале поштанске станице, а по предању једна од њих, Манакова кућа, била је на линији на којој су татари преносили службена писма и државне документе.
За ову стару градску кућу везује се и легенда да је била намењена турском аги и његовом харему. Поуздано се зна да је кућу купио Грк Манојло Манак, који је седамдесетих година деветнаестог века у приземљу држао пекару и кафану, док је спрат користио за становање. По његовом рођаку Манаку Михаиловићу, добила је и име.
У сећању старих Београђана остала је запамћена као кафана. На најстаријој фотографији која се чува у Музеју града Београда види се натпис са именом Арсе Петровића, испред које се налазе столови постављени на тротоару улице. Поред заинтересованих фотографа, изглед Манакове куће забележили су и архитекта Штаудингер и графичар Лука Младеновић.

## Архитектура
Својим конструктивним одликама, Манакова кућа, лоцирана на старој регулацији, документује развој Београда. У њој се огледају грађевински поступци, прилагођавање терену и култура становања тога времена. Грађена је у бондручном систему, са ћерпичем у блату. Покривена је ћерамидом. Диспозиција просторија последица је наслеђене регулације и неравног терена. Има подрум, приземље, међуспрат и спрат.
Средином педесетих година двадесетог века зграда је била руинирана и склона паду. Њено рушење је спречено, а Завод за заштиту споменика културе града Београда је од 1964. године до 1968. извео рестаурацију и конзервацију. Пројекат темељне реконструкције поверен је архитекти Зорану Јаковљевићу и том приликом ојачани су темељи, замењена је дрвена бондручна конструкција, а задржан распоред и величина просторија. Задржани су и детаљи ентеријера – дрвене таванице, оџаклије и степенице. Доксат је потпуно реконструисан путем аналогије с појединим објектима из тога времена и сличне архитектуре у Београду, Гроцкој и Сопоту.
Радови су изведени наменски за смештај етнографске збирке Христифора Црниловића (1886–1963), сликара, једног од ретких истраживача и колекционара фолклорног наслеђа, који је за собом оставио тако значајну колекцију предмета да представља својеврстан музеј народног стваралаштва.
Уговором о поклону Збирке сликара и колекционара Христифора Црниловића граду Београду, обновљена Манакова кућа уступљена је на коришћење Етнографском музеју за смештај, чување и излагање поменуте збирке.
Данас се ту налазе и радионице за изучавање традиционалних заната и народне радиности – ручно ткање и керамику, као и школа класичних графичких техника. У приземном делу Манакове куће постоји етно-излог. Очувањем оваквог архитектонског споменика као својеврсног културног центра са изложбама које у оваквом амбијенту дочаравају дух старог Београда, кућа је добила музејску вредност и простор за едукацију. Данас, уз историјске изворе говори о развоју српског друштва, о томе како су се развијале стамбена архитектура и привреда тог времена, односно о континуитету развоја архитектуре Београда XIX века на Савској падини.
Проглашена је за споменик културе Решењем Завода за заштиту споменика културе града Београда бр. 277/2 од 9. 5. 1963. За културно добро од великог значаја проглашена је Одлуком објављеном у Службеном гласнику СРС, бр. 14/79.